# Hemerhardt
Hemerhardt ist als Teil der ehemals selbstständigen Gemeinde Niederhemer seit deren Zusammenschluss mit Oberhemer am 1. April 1910 ein Ortsteil der Gemeinde, seit 1936 der Stadt Hemer in Nordrhein-Westfalen.
Hemerhardt liegt im Nordwesten Hemers am Südhang des Bembergs (334 Meter ü. NN). Die Siedlung grenzt im Westen an die Nachbarstadt Iserlohn, im Norden an Landhausen und Stübecken, im Osten an Haus Hemer und Niederhemer sowie im Süden an Oberhemer.
Zu Hemerhardt gehört die Tennisanlage des Tennis-Clubs Weiss-Blau Hemer, dessen Seniorenmannschaften seit den 1990er-Jahren mehrmals Deutscher Meister geworden sind.